# جينيفيف موريس
جينيفيف موريس (بالإنجليزية: Genevieve Morris)‏ هي ممثلة أسترالية، ولدت في 1967.

## وصلات خارجية
- جينيفيف موريس على موقع IMDb (الإنجليزية)
- جينيفيف موريس على موقع قاعدة بيانات الفيلم (الإنجليزية)